# MORN3
MORN3 (англ. MORN repeat containing 3) – білок, який кодується однойменним геном, розташованим у людей на 12-й хромосомі. Довжина поліпептидного ланцюга білка становить 240 амінокислот, а молекулярна маса — 27 585.
| 10         |  | 20         |  | 30         |  | 40         |  | 50         |
| ---------- |  | ---------- |  | ---------- |  | ---------- |  | ---------- |
| MPVSKCPKKS |  | ESLWKGWDRK |  | AQRNGLRSQV |  | YAVNGDYYVG |  | EWKDNVKHGK |
| GTQVWKKKGA |  | IYEGDWKFGK |  | RDGYGTLSLP |  | DQQTGKCRRV |  | YSGWWKGDKK |
| SGYGIQFFGP |  | KEYYEGDWCG |  | SQRSGWGRMY |  | YSNGDIYEGQ |  | WENDKPNGEG |
| MLRLKNGNRY |  | EGCWERGMKN |  | GAGRFFHLDH |  | GQLFEGFWVD |  | NMAKCGTMID |
| FGRDEAPEPT |  | QFPIPEVKIL |  | DPDGVLAEAL |  | AMFRKTEEGD |  |            |

A: Аланін

C: Цистеїн

D: Аспарагінова кислота

E: Глутамінова кислота

F: Фенілаланін

G: Гліцин

H: Гістидин

I: Ізолейцин

K: Лізин

L: Лейцин

M: Метіонін

N: Аспарагін

P: Пролін

Q: Глутамін

R: Аргінін

S: Серин

T: Треонін

V: Валін

W: Триптофан

Задіяний у такому біологічному процесі, як альтернативний сплайсинг. 